# Bob De Moor (striptekenaar)
Robert Frans Marie (Bob) De Moor (Antwerpen, 20 december 1925 – Brussel, 26 augustus 1992) was een Belgisch striptekenaar, vooral bekend als medewerker aan Hergés strip Kuifje en voor zijn reeksen Meester Mus, Barelli en Cori, de scheepsjongen.

## Vroege carrière
De Vlaming Bob De Moor studeerde aan de Academie voor Schone Kunsten in Antwerpen en begon als animator te werken in studio Afim. In 1945 debuteerde hij met de strip Bartje in De Kleine Zondagsvriend, op de voet gevolgd door Inspecteur Marks, Professor Hobbel en meer opzichzelfstaande strips. Hij publiceerde ook in de bladen Week-End (Professor Quick) en in 't Kapoentje, waar hij De Lustige Kapoentjes verzorgde. In 1947 verscheen zijn eerste Franstalige album, Le Mystère du Vieux Château Fort, op scenario van John van Looveren. Ook andere Vlaamse magazineverhalen zoals Monneke en Johnekke, Janneke en Stanneke, Bloske en Zwik, De Koene Edelman en Het Leven van J.B. de La Salle bleven in omloop. Spoedig verschenen De Moors strips in Het Handelsblad, De Nieuwe Gazet, De Volksmacht, Overal, Pum-Pum, Het Wekelijkse Nieuws, De Nieuwe Gids, De Zweep en Ons Volkske.

## Kuifje
In 1949 begon De Moor voor het weekblad Kuifje te werken waar hij de op Hendrik Consciences boeken gebaseerde strips  De Leeuw van Vlaanderen en De Kerels van Vlaanderen maakte. Datzelfde jaar lanceerde hij er ook de gagstrips Bouboule et Noireaud en Professeur Troc (later Monsieur Tric  of Meneer Mus). De Moor zou de komende jaren ook nog Conrad le Hardi illustreren en de reeks Barelli beginnen. Ook zijn meest befaamde reeks Cori, de scheepsjongen (Cori, le Moussaillon) vond hier vruchtbare bodem in 1952, al zou ze pas in 1977 een vervolg krijgen. Cori is in zekere zin De Moors meesterwerk. De verhalen spelen zich af in de zestiende en zeventiende eeuw in het zeevaardersmilieu waardoor zijn passie voor de zee en scheepvaart prachtig tot uiting komt. Andere reeksen die hij nog voor het blad zou tekenen waren Pirates d'Eau Douce (1959) en vanaf 1965 de gagstrip Balthazar.
Vanaf 1950 begon De Moor voor Studio Hergé te werken en werd al gauw Hergés eerste assistent. Hij hield zich bezig met het hertekenen van de oudste Kuifjealbums en verzorgde ook de achtergronden. Enkele van zijn bekende ingrepen zijn onder meer de modernere inkleding van het album De Zwarte Rotsen en de Beefeaterkostuums voor de wachters in De scepter van Ottokar. Ook de afgeleide merchandisingskunst werd aan hem toevertrouwd. De Moor stak veel tijd in dit werk en het is mede hierdoor dat zijn eigen strips meer en meer in de schaduw van Hergés oeuvre belandden.
Voor Jacques Martin tekende hij nog een episode uit diens reeks Lefranc, namelijk Het hol van de wolf in 1970, en in 1989 werkte hij Mortimer vs. Mortimer af, het tweede deel van De Drie Formules van Professor Sato in de reeks Blake en Mortimer na de dood van Edgar P. Jacobs. Datzelfde jaar werd hij ook artistiek directeur van uitgeverij Le Lombard en mededirecteur van het Belgisch Stripmuseum waar zijn strips overigens ook tentoongesteld staan en hijzelf geroemd wordt als een van de pioniers van de Belgische strip.
In 1990 was hij ook artistiek begeleider voor Gilbert Declercq voor zijn stripverhaal Jody Barton.
Toen hij in 1992 overleed, werkte zijn zoon Johan De Moor zijn laatste stripverhaal Dali Capitan van de reeks Cori, de scheepsjongen af.

## In albums verschenen
- Nonkel Zigomar, Snoe en Snolleke

## In populaire cultuur
Hij heeft een cameo als een Moor in de woestijn in het album De Kastarrally (1987) in de stripreeks Kramikske.
Hij verzorgde in 1982 de hoesillustratie van de eerste lp (A world of machines, 1A 068 19102) van de Belgische popgroep The Machines.